# Syrorisa
Syrorisa is een monotypisch geslacht van spinnen uit de  familie van de Desidae.

## Soort
- Syrorisa misella Simon, 1906